# Pediobius vigintiquinque
Pediobius vigintiquinque is een vliesvleugelig insect uit de familie Eulophidae. De wetenschappelijke naam is voor het eerst geldig gepubliceerd in 1970 door Kerrich.